# Сумська Наталя В'ячеславівна
Ната́лія В'ячесла́вівна Сумська́ (нар. 22 квітня 1956, Катюжанка, Вишгородський район, Київська область, Українська РСР) — українська акторка та телеведуча. 
Провідна акторка Національного академічного драматичного театру імені Івана Франка, Народна артистка України (2000). Володарка кінопремії «Золота дзиґа» за роль ворожки Явдохи у фільмі «Чорний ворон» (2020). Триразова лауреатка театральної премії «Київська пектораль» (2000, 2011, 2015). Лауреатка Шевченківської премії (2008) та Премії Кабінету Міністрів України імені Лесі Українки (2009).

## Життєпис
Народилася в селі Катюжанка Вишгородського району Київської області в родині акторів Національного драматичного театру імені Івана Франка — народного артиста України В'ячеслава Сумського (1934—2007) та заслуженої артистки України Ганни Опанасенко-Сумської (1933—2022). Молодша сестра — Ольга Сумська (нар. 1966). До 10 років жила у Львові.
У 1977 році закінчила Київський державний інститут театрального мистецтва імені Івана Карпенка-Карого (майстерня Народного артиста України Анатолія Решетникова).
З 1977 — акторка Національного академічного театру ім. Івана Франка.
З осені 2003 до початку 2010 року була ведучою програми «Ключовий момент» на телеканалі «Інтер», випуск якої припинено попри досить високі рейтингові показники.
Працює в театральній компанії «Бенюк і Хостікоєв».
Є членкинею Комітету з Національної премії України імені Тараса Шевченка (з грудня 2016).
Одружена з Анатолієм Хостікоєвим. Має двох дітей: дочку Дарину Мамай-Сумську (нар. 16 червня 1982, від першого шлюбу з Ігорем Мамаєм) та сина В'ячеслава Хостікоєва (нар. 26 червня 1996).

## Театральні роботи

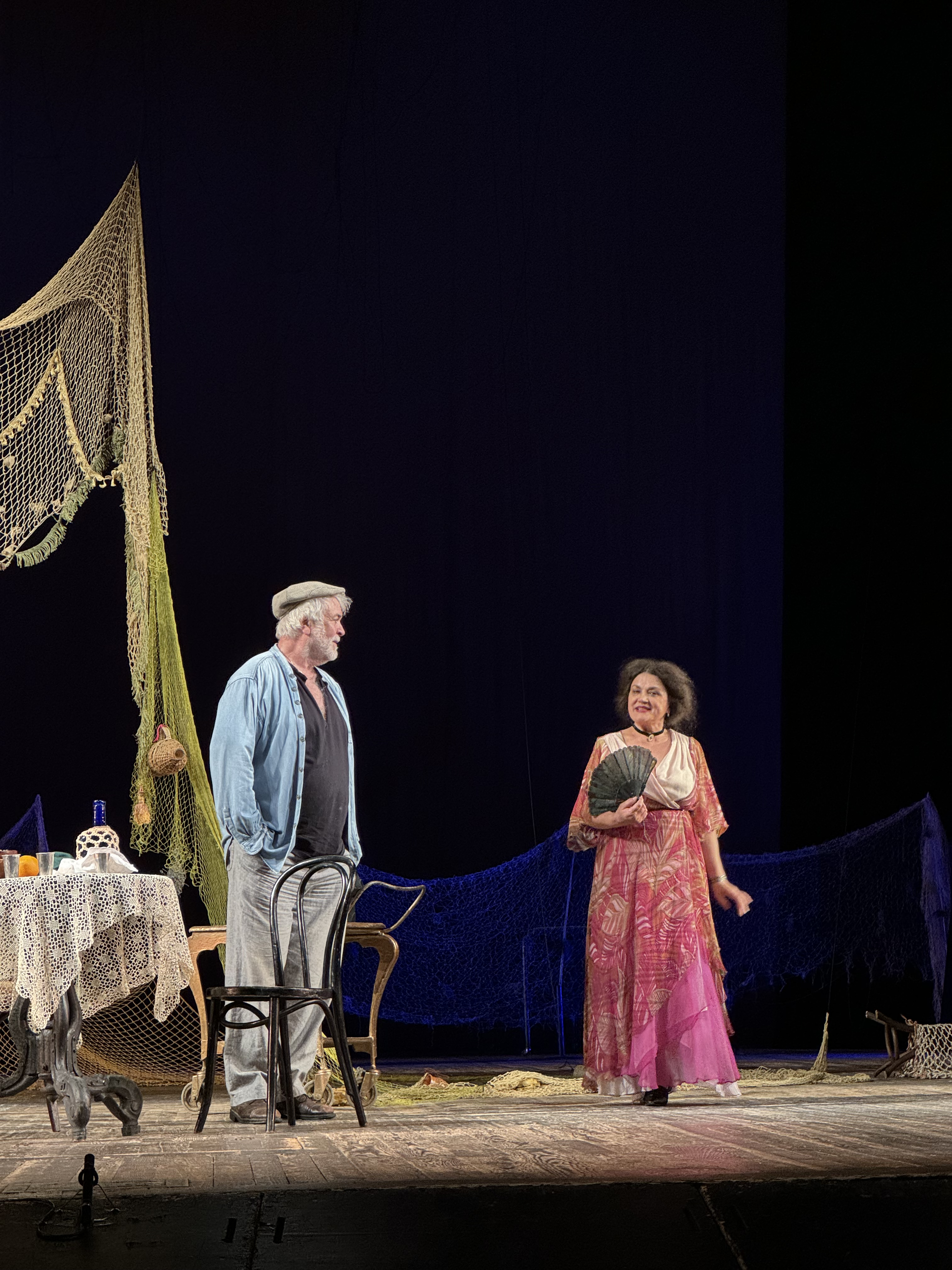
Анатолій Хостікоєв (Алексіс Зорба) і Наталія Сумська (Гортензія) у виставі «Грек Зорба» Нікоса Казандзакіса. Національний академічний драматичний театр ім. Івана Франка, Київ

Національний академічний драматичний театр імені Івана Франка
- 1981 — «Моя професія — синьор з вищого світу» Джуліо Скарніччі, Ренцо Тарабузі; реж. Володимир Оглоблін — Фйорелла
- 1984 — «Регіон» Миколи Зарудного; реж. Сергій Данченко — Юлька
- 1984 — «Трибунал» Андрія Макайонока; реж. Володимир Оглоблін — Надія
- 1984 — «Вибір» Юрія Бондарева; реж. Сергій Данченко — Віка
- 1986 — «Енеїда» за поємою Івана Котляревського; реж. Сергій Данченко — Дідона / Лавинія
- 1987 — «Шиндаї» Ігоря Афанасьєва; реж. Ігор Афанасьєв — Марго
- 1988 — «Мазепа» за драмою Юліуша Словацького — Амелія
- 1988 — «Жіночий стіл у мисливській залі» Віктора Мережка; реж. Борис Ерін — Бучкіна
- 1988 — «Різдвяна ніч» Миколи Гоголя; реж. Ігор Афанасьєв — Оксана
- 1990 — «Блез» Клода Маньє; Володимир Опанасенко — Марі
- 1991 — «Біла ворона» Юрія Рибчинського та Геннадія Татарченко; реж. Сергій Данченко — Жанна д'Арк
- 1991 — «Засватана — не вінчана» Володимира Бегми, Михайла Ткача; реж. Володимир Бегма — Ялина
- 1994 — «Талан» Михайла Старицького; реж. Ірина Молостова — Катерина Квятковська
- 1987 — «Майстер і Маргарита» Михайла Рощина за мотивами однойменного роману Михайла Булгакова; реж. Ірина Молостова — Гелла
- 1995 — «Крихітка Цахес» Ярослава Стельмаха за мотивами Ернста Гофмана — Кандіда
- 1999 — «Три сестри» за драмою Антона Чехова — Маша
- 1999 — «Кін IV» Григорія Горіна; реж. Анатолій Хостікоєв — Анна Дембі
- 2000 — «Пігмаліон» за п'єсою Бернарда Шоу; реж. Сергій Данченко — Еліза Дулітл
- 2001 — «Отелло» за п'єсою Вільяма Шекспіра; реж. Віталій Малахов — Емілія, жінка Яго
- 2003 — «Ревізор» за п'єсою Миколи Гоголя; реж. Ігор Афанасьєв — Ганна Андріївна, жінка городничого
- 2007 — «Кайдашева сім'я» за повістю Івана Нечуя-Левицького; реж. Петро Ільченко — Кайдашиха
- 2010 — «Грек Зорба» Нікоса Казандзакіса; реж. Віталій Малахов — Мадам Гортензія
- 2014 — «Живий труп» за п'єсою[ru] Льва Толстого; реж. Роман Мархолія — Ганна Павлівна Протасова / Ганна Дмитрівна Кареніна
- 2014 — «Моя профессия — синьор из высшего общества» Джуліо Скарніччі, Ренцо Тарабузі; реж. Анатолій Хостікоєв — Матильда
- 2015 — «Ліс» за п'єсою Олександра Островського; реж. Дмитро Богомазов — Раїса Павлівна Гурмижська
- 2016 — «Незрівнянна» Пітер Квілтер; реж. Анатолій Хостікоєв — Флоренс Фостер Дженкінс
- 2018 — «Коріолан» за п'єсою Вільяма Шекспіра; реж. Дмитро Богомазов — Волумнія, мати Коріолана
- 2021 — «Пер Гюнт» за п'єсою Генріка Ібсена; реж. Іван Уривський — Озе[8]
- 2023 — «Візит» за п'єсою Фрідріха Дюрренматта; реж. Давид Петросян — Клер Цаханасян

Київський академічний драматичний театр на Подолі
- 2023 — «Цар Едіп» за трагедією Софокла; реж. Давид Петросян — Йокаста[9]

Театральная компания «Бенюк и Хостикоев»
- 2003 — «Моя професія — синьйор з вищого світу» Джуліо Скарніччі, Ренцо Тарабузі; реж. Анатолій Хостікоєв — Валерія / Матільда
- 2004 — «Про мишей і людей» Джона Стейнбека; реж. Віталій Малахов — Вона
- 2005 — «Белая ворона» Юрія Рибчинського та Геннадія Татарченко; реж. Анатолій Хостікоєв — Столетняя война
- 2008 — «Задунаєць за порогом» за мотивами опери «Запорожець за Дунаєм» Семена Гулака-Артемовського; реж. Анатолій Хостікоєв — Одарка
- 2011 — «Люкс для іноземців» за мотивами комедії Девіда Фрімана — Хельга Філбі

Інші театри
- «Васса Желєзнова» Максима Горького — Людмила Железнова, молодша дочка Васси[10]
- 2013 — «Ураган на ім'я Одеса» А. Тарасуля, Е. Хаита, В. Явника; реж. Ігор Славинський — Маня[11]

## Фільмографія
- 1973 — Чінара
- 1978 — «Дві сім'ї» (фільм-вистава) — епізод
- 1978 — «Наталка Полтавка» — Наталка
- 1979 — «Чекайте зв'язкового» — Марина Карпівна Поліщук, вчителька, дружина Романа
- 1980 — «Дивна відпустка»
- 1980 — «Від Бугу до Вісли» — Надя Циганок
- 1980 — «Чекаю й сподіваюсь» — радистка Віра
- 1980 — «Дударики» — Христина
- 1980—1981 — «Мужність» — Галчонок
- 1981 — «Така пізня, така тепла осінь» — суперниця
- 1982 — «Побачення» — Женя
- 1984 — «І чудова мить перемоги» — Женя Сабурова
- 1984 — «Загублені в пісках»
- 1984 — «В лісах під Ковелем» — Марина
- 1985 — Диктатура (фільм-вистава) — Небаба
- 1985 — «Чужий дзвінок» — вчителька
- 1985 — «Кармелюк» — Марія Кармелюк
- 1986 — «Крижані квіти»
- 1987 — «Солом'яні дзвони»
- 1987 — «Конотопська відьма» (фільм-вистава)
- 1988 — «Державний кордон» — Марія
- 1988 — «Театральний сезон»
- 1989 — «Гори димлять» — Марічка, головна роль
- 1989 — «Закон» — Інна Василівна
- 1989 — Назар Стодоля (фільм-вистава) — Стеха
- 1991 — «Карпатське золото» — Ольга
- 1991 — «За часів Гайхан-бея»
- 1992 — «Для домашнього огнища» — Юлія Шаблинська
- 1992 — «Постріл у труні» — дружина Романа
- 1993 — «Злочин з багатьма невідомими» — Евка Підгайна
- 1997 — Роксолана. Настуня — циганка
- 1997 — «Роксолана 2. Кохана дружина Халіфа» — циганка
- 2002 — «Вишивальниця в сутінках» — Марина Володимирівна, вчителька, головна роль
- 2007 — «Коли її зовсім не чекаєш» — Наталя, дружина Петра
- 2007 — «Дуже новорічне кіно»
- 2012 — Перекотиполе — Галя
- 2014 — Поки станиця спить — Віра Петрівна, дружина Гаврила Петровича
- 2014 — Трохи інші — Жанна Йосипівна
- 2014 — Пляж — Ольга Павлова
- 2014 — Брат за брата-3 — Олена Фролова
- 2015 — Казка старого мельника
- 2015  — Слуга народу — Марія Стефанівна Голобородько, мати президента
- 2016 — Катерина — Марія Павлівна, мати Катерини
- 2016—2017 — Село на мільйон — Тетяна, дружина голови сільради
- 2017 — Сторожова застава — Маланка
- 2017 — Слуга народу 2 від любові до імпічменту — Марія Стефанівна Голобородько, мати президента
- 2019 — Подорожники — мати Ірини
- 2019 — Чорний ворон — ворожка Явдоха
- 2021 — Казка старого мельника — дружина мельника

## Дублювання та озвучення українською
| Рік  | Українська назва    | Оригінальна назва   | Роль     | Актор оригіналу     |
| ---- | ------------------- | ------------------- | -------- | ------------------- |
| 2012 | Відважна            | англ. Brave         | Відьма   | Джулі Волтерс       |
| 2018 | Суперсімейка 2      | англ. Incredibles 2 | Посол    | Ізабелла Росселліні |
| 2023 | Мавка. Лісова пісня |                     | Знахарка | озвучення           |

## Ордени та звання
- Міжнародний Орден Миколи Чудотворця (1992)
- Орден Варвари Великомучениці (2005)
- Орден «За заслуги» III  ст. (26 березня 2016) — за вагомий особистий внесок у розвиток національної культури і театрального мистецтва, значні творчі здобутки, високу професійну майстерність та з нагоди Міжнародного дня театру[12]
- Орден «За заслуги» ІІ ступеня (21 серпня 2020) — за значний особистий внесок у державне будівництво, соціально-економічний, науково-технічний, культурно-освітній розвиток України, вагомі трудові здобутки та високий професіоналізм[13]
- Орден «За заслуги» I ступеня (27 березня 2025) — за вагомий особистий внесок у розвиток національної культури і театрального мистецтва, вагомі творчі здобутки і високу професійну майстерність[14].

## Нагороди й номінації
| Рік                                              | Категорія                                      | Робота            | Результат |
| ------------------------------------------------ | ---------------------------------------------- | ----------------- | --------- |
| Національна кінопремія «Золота дзиґа»            |                                                |                   |           |
| 2020                                             | Найкраща жіноча роль другого плану             | Чорний ворон      | Перемога  |
| «Київська пектораль»                             |                                                |                   |           |
| 1993                                             | Найкраще виконання жіночої ролі                | Біла ворона       | Номінація |
| 2000                                             | Найкраще виконання жіночої ролі                | Три сестри        | Перемога  |
| 2011                                             | Найкраще виконання жіночої ролі                | Грек Зорба        | Перемога  |
| 2015                                             | Найкраще виконання жіночої ролі другого плану  | Живий труп        | Перемога  |
| 2017                                             | Найкраще виконання жіночої ролі                | Незрівнянна       | Номінація |
| 2019                                             | Найкраще виконання жіночої ролі другого плану  | Коріолан          | Номінація |
| Премія незалежних критиків України («Йорік»)     |                                                |                   |           |
| 1999                                             | Найкраще виконання жіночої ролі                | Три сестри        | Перемога  |
| Національна премія України імені Тараса Шевченка |                                                |                   |           |
| 2008                                             | Вагомий внесок у розвиток культури й мистецтва | Про мишей і людей | Перемога  |
| Премія імені Лесі Українки                       |                                                |                   |           |
| 2009                                             | Театральні вистави для дітей та юнацтва        | Кайдашева сім'я   | Перемога  |
| Всеукраїнська премія «Жінка III тисячоліття»     |                                                |                   |           |
| 2007                                             | Рейтинг                                        |                   | Перемога  |